# Poltys apiculatus
Poltys apiculatus là một loài nhện trong họ Araneidae.
Loài này thuộc chi Poltys. Poltys apiculatus được Tord Tamerlan Teodor Thorell miêu tả năm 1892.